# Nightcore
Bản chỉnh sửa nightcore là một bản phối lại (remix) được tăng tốc độ và nhịp độ của nhạc gốc lên 10-30%. Cái tên này có nguồn gốc từ một bộ đôi người Na Uy cùng tên đã phát hành các phiên bản thay đổi cao độ của các bài hát trance và eurodance, nhưng bây giờ chỉ nhớ đến là nhạc sped up.

## Những năm 2000: Nguồn gốc
Thuật ngữ Nightcore lần đầu tiên được sử dụng vào năm 2002 như là tên cho một dự án trường học của bộ đôi DJ người Na Uy Thomas S. Nilsen và Steffen Ojala Søderholm, được biết đến với nghệ danh là DJ TNT và DJ SOS. Cái tên Nightcore có nghĩa là "chúng tôi là cốt lõi của màn đêm, vì vậy bạn sẽ nhảy suốt đêm", được nêu trong trang web của họ có tên " Nightcore is Hardcore ". Cả hai đã bị ảnh hưởng bởi giọng hát pitch-shifted trong nhóm Đức Scooter's bài hát hardcore "Nessaja" và "Ramp! (The Logical Song)", rồi nói trong một cuộc phỏng vấn rằng" Có rất ít loại nghệ sĩ này, chúng tôi nghĩ rằng trộn nhạc theo phong cách của chúng tôi sẽ là một niềm vui cho chúng tôi nghe "và" Nightcore đã trở thành một phong cách âm nhạc, một cách để làm cho âm nhạc trở nên vui vẻ hơn - "Hardcore" như họ nói."
Bộ đôi này đã thiết lập một mẫu của một bản nhạc theo phong cách: tăng 25% (thường là khoảng 160 đến 180 nhịp mỗi phút) của một bài hát trance hoặc eurodance. Âm nhạc nightcore đã được so sánh với happy hardcore và  bubblegum bass do tiết tấu nhanh, cảm giác tràn đầy năng lượng và giọng hát cao vút.  Nightcore đã thực hiện năm album gồm các phiên bản tăng tốc của các bản thu âm, bao gồm album đầu tay thứ mười ba 2002 của họ Energized và các album sau của họ Summer Edition 2002, L'hiver, Sensación và Caliente.  Album đầu tiên của họ được thực hiện với eJay, trong khi tất cả các tác phẩm sau đó của họ được thực hiện với những gì họ mô tả là chương trình "tuyệt mật".  Tất cả các hồ sơ của họ đã được bán cho bạn bè và DJ của họ xung quanh khu vực của họ.

↵↵Các tác phẩm của Nightcore bắt đầu xuất hiện trên các dịch vụ như LimeWire và YouTube vào khoảng giữa năm 2005. Bản nhạc nightcore đầu tiên xuất hiện trên trang sau là "Dam Dadi Doo" của bộ đôi năm 2006. Chỉ có hai trong số các album của dự án đã nổi lên trên Internet. Một trong những người đầu tiên phân phối nhạc nightcore trên YouTube là một người dùng có tên Maikel631, bắt đầu từ năm 2008. Lần đầu tiên anh tải lên khoảng 30 bản nhạc gốc của Nightcore trên trang web. Vào năm 2009, anh đã tìm thấy một bản nhạc nightcore "mới" và kỹ thuật chế tạo chất liệu theo phong cách: 
Tôi nhận ra rằng các bài hát Nightcore có thể được tạo ra bởi mọi người, sử dụng phần mềm chỉnh sửa âm thanh khá đơn giản. Tôi đã ít nhất là một trong những người đầu tiên thực sự sử dụng kiến thức đó để thực hiện các chỉnh sửa Nightcore. oShyGuyzo đã làm điều này trước tôi với Nightcore II. Một kênh khác mà tôi đã theo dõi và bắt đầu khám phá Nightcore do người hâm mộ tạo ra cùng thời gian đó là Nasinocinesino.

## Những năm 2010: Mức độ phổ biến
Bản chỉnh sửa nightcore đầu tiên của một bản nhạc không phải là bản nhạc của ban nhạc rock Evaneshood, được tải lên YouTube vào năm 2011. Từ đó, âm nhạc trở nên phổ biến với nhiều người áp dụng phương pháp trị liệu nightcore cho nhiều thể loại phi vũ đạo hơn như nhạc pop và hip-hop. Nhiều người trong số những người tải lên tiên phong về nightcore bao gồm Maikel631 đã gọi những chỉnh sửa phi vũ đạo này là "giả mạo". Nightcore scene sau đó được chuyển qua Soundcloud với sự giúp đỡ của nghệ sĩ lileachboi, người đã phát hành khoảng mười đến mười lăm lần chỉnh sửa dịch vụ trước khi ký hợp đồng với Manicure Records. Người đứng đầu của Manicure, Tom "Ghibli" Mike, nhớ lại, "Tôi hoàn toàn bị ám ảnh bởi nó. Tôi đưa ra cái mà anh ấy đã làm, "Light", chúng tôi đã đưa anh ấy đến đây để chơi DJ một vài bữa tiệc, và sau đó anh ấy chuyển đến đây. Đó hoàn toàn là cách thức nightcore trở thành một thứ đối với chúng tôi. "  Danh sách nhạc #MANICURED của nhãn hiệu này bao gồm các bản nhạc đêm K-pop và nhạc điện tử, một vài trong số chúng cũng kết hợp các kỹ thuật sản xuất bên ngoài chuyển độ cao và tăng tốc vật liệu nguồn, như "Mile High" của Chipped Nails và Ponibbi "Fave hours" của FIJ I.
↵↵Vào giữa những năm 2010, nightcore scene đã thu hút được sự chú ý của các nhạc sĩ như Djemba Djemba, Maxo và Harrison, Nina Las Vegas, Ryan Hemsworth, Lido, Moistbreezy, và người sáng lập PC Music, Daniel L Harle và AG Cook. Harle và Cook đã tuyên bố rằng nightcore có ảnh hưởng trong các cuộc phỏng vấn, câu nói trước đây trong một cuộc phỏng vấn, 
 
Từ lần thứ hai tôi nghe nó lần đầu tiên, tôi đã rất xúc động khi nghe nó. Tôi không cảm thấy đó là sự tương tác từ một người khác với tôi, đó chỉ là âm thanh MP3 khiến tôi cảm thấy xúc động trong đầu. Với những thứ đó, nó chỉ là một đại diện cho cảm xúc dâng trào đối với tôi.
Một nhà văn THUMP đã mô tả nó là "âm nhạc câu lạc bộ sáng tạo nhất hiện nay" và viết rằng nó cũng dẫn đến một số memes "khủng khiếp" trên internet:
Trong suốt những năm cuối và đến những năm 2010, nó đã trở thành chủ đề của một số meme khủng khiếp, và thậm chí là một mục trên KnowYourMeme.com, nơi một lịch sử âm nhạc rộng lớn đáng ngạc nhiên nằm bên cạnh lịch sử của bẫy và mẫu sừng không khí khét tiếng của nó. Giống như âm thanh được lấy mẫu mang tính biểu tượng đó, sự hấp dẫn không thể chối cãi của nightcore nằm ở tiếng ồn ào, vui nhộn, trán thấp, tiếng đập thình thịch của tiếng gooey, âm thanh phủ kẹo. Đó là một vật phẩm mắc nợ internet trước đây, ít chính thức hơn, nơi chia sẻ tệp và văn hóa diễn đàn thống trị tối cao, và nơi nhiều nhà sản xuất tham vọng lần đầu tiên trải nghiệm cảm giác hồi hộp khi kết nối với cộng đồng trực tuyến lớn hơn.
Dance Music Northwest mô tả nightcore là "quá lôi cuốn,  và quá nhiều niềm vui để không được chào đón vào dòng nhạc dance chính thống". David Turner của MTV đã mô tả một bản phối lại nighcore" 7 năm " của Lukas Graham là "chỉ là bài hát chết tiệt bình thường" (just the normal fucking song) và đạo văn.